# Mark Andrews (wrestler)
Mark Andrews (Cardiff, 25 gennaio 1992) è un wrestler gallese.
In WWE, dove ha lottato dal 2017 al 2022, Andrews ha detenuto una volta l'NXT UK Tag Team Championship con Flash Morgan Webster.
In precedenza ha lottato per la Total Nonstop Action Wrestling con il ring name Mandrews, dopo aver trascorso diversi anni apparendo in tutto il mondo sul circuito di wrestling indipendente.

## Carriera

### Circuito indipendente Chikara (2006–2016)
Andrews ha iniziato a lottare all'età di 13 anni, al momento della scoperta della scuola di formazione NWA Galles a Newport. Durante un viaggio in Kent ha incontrato Zack Sabre Jr., che in seguito diventerà suo mentore.
Grazie alla scuola NWA Galles Andrews ha debuttato nel wrestling, apparendo in una battle royal nel 2006, in uno spettacolo che ha inoltre affermato il futuro wrestler della TNA Magnus.
Poco dopo, Andrews cominciò a lottare con una maschera, utilizzando il nome di "The Lightning Kid". Ha dichiarato che questa era utilizzata per nascondere la sua giovane età al pubblico.
Nel gennaio 2008 Andrews fece la sua prima apparizione internazionale, a Madrid, per competere per La Super Wrestling Alliance (SWA).
Nel 2009, Andrews ha cominciato ad apparire nel British Championship Wrestling; dove ha gareggiato contro colleghi futuri TNA. Nel novembre 2009 Andrews ha lottato a un evento di IPW:UK a Chatham, nel Kent, contro il suo mentore e amico Zack Sabre Jr.
Nel mese di agosto 2011 Andrews ha debuttato per la Chikara.
Nel 2013, Andrews ha partecipato al Natural Progression Series tournament, che Andrews ha vinto sconfiggendo Rampage Brown. Tuttavia, il regno fu di breve durata.
Nel 2014 Andrews ha iniziato a fare apparizioni per City Wrestling, dove è apparso però solo due volte in incontri brevi, compreso un three-way match che includeva anche Austin Aries. Il match contro Kris Travis, a "SuperShow PCW 4" fu nominato "UK Match of the Year" nel Fighting Spirit Magazine Reader Awards 2014.
Nel frattempo, la bacheca online UKFF votò Andrews il 3 ° miglior wrestler nel Regno Unito, con una serie di commenti gratuiti, tra cui: "Mark è il ragazzo poster della rinascita che il wrestling britannico sta vedendo in questo momento. Ha talento, è simpatico e veramente giovane."
Dopo aver firmato un contratto con la Total Nonstop Action Wrestling, è stato confermato che Andrews si sarebbe spostato negli Stati Uniti, lasciando quindi il circuito indipendente britannico.

### Total Nonstop Action Wrestling (2014–2017)
Andrews ha gareggiato in un dark match contro DJZ perdendo il 7 settembre 2014 durante una registrazione di Impact Wrestling da Fayetteville, Carolina del Nord. Nell'ottobre 2014 Andrews ha partecipato al British Boot Camp della TNA. Dopo esser arrivato alle finali del torneo e, vincendolo, si è guadagnato un contratto con la Total Nonstop Action.
Mark ha debuttato in televisione su Impact Wrestling nell'episodio del 23 gennaio 2015 durante una rissa che ha coinvolto Ethan Carter III e Jeremy Borash, dove saltò fuori dalla folla per aiutare Jeremy e Rockstar Spud ad allontanare Ethan e la sua guardia del corpo Tyrus. Ha combattuto il suo primo incontro ufficiale una settimana più tardi sotto il soprannome di Mandrews, collaborando con Spud a sconfiggere The Bromans (Robbie E e Jessie Godderz).
Mandrews ha partecipato ai TNA World Series nella categoria X-Division. Tuttavia non essendo riuscito a vincere nessun incontro, ha ricevuto zero punti e di conseguenza non è avanzato nel torneo.

### WWE (2017–2022)

#### United Kingdom Championship Tournament (2017)
Il 15 dicembre 2016 è stato annunciato che Andrews avrebbe partecipato ad un torneo a sedici uomini indetto dalla WWE per l'assegnazione del WWE United Kingdom Championship. Il 14 gennaio 2017 Andrews ha sconfitto Dan Moloney negli ottavi e Joseph Conners nei quarti. In semifinale, tuttavia, Andrews è stato sconfitto ed eliminato da Pete Dunne, il quale è stato poi sconfitto da Tyler Bate in finale.

#### NXTe205 Live(2017–2018)
Il 1º marzo 2017 vennero mandate in onda delle vignette sul debutto di Andrews ad NXT, territorio di sviluppo della WWE. Nella puntata di NXT del 22 febbraio Andrews debuttò nello show venendo sconfitto da Pete Dunne. Il 19 maggio, durante l'evento WWE UK Special, Andrews affrontò Tyler Bate per il WWE United Kingdom Championship ma venne sconfitto. Nella puntata di 205 Live del 7 novembre Andrews fece la sua prima apparizione nel roster principale, e facendo coppia con Cedric Alexander i due sconfissero James Drake e Joseph Conners. Nella puntata di 205 Live del 13 febbraio Andrews sconfisse Akira Tozawa negli ottavi di finale di un torneo per la riassegnazione del Cruiserweight Championship. Nella puntata di 205 Live del 6 marzo Andrews venne sconfitto da Drew Gulak nei quarti di finale del torneo, venendo dunque eliminato.

#### NXT UK(2018–2022)
Il 19 giugno, durante l'evento NXT U.K. Championship, Andrews partecipò ad un Fatal 4-Way match per determinare il contendente n°1 al WWE United Kingdom Championship di Pete Dunne che includeva anche Flash Morgan Webster, Noam Dar e Travis Banks ma il match venne vinto da Dar. Il 31 agosto, a NXT UK TakeOver: Cardiff, Andrews e Flash Morgan Webster vinsero l'NXT UK Tag Team Championship in un Triple Threat Tag Team match che includeva anche i campioni, i Grizzled Young Veterans, e il Gallus (Mark Coffey e Wolfgang). Nella puntata di NXT UK del 4 ottobre (andata in onda il 17 ottobre) Andrews e Webster persero i titoli contro il Mark Coffey e Wolfgang del Gallus dopo 34 giorni di regno. Nella puntata di Raw dell'11 novembre Andrews e Webster apparvero nel roster principale dove vennero sconfitti dai Raw Tag Team Champions, i Viking Raiders, in un match non titolato.
Il 18 agosto 2022 Andrews venne licenziato dalla WWE.

## Vita privata
Al di fuori del Professional Wrestling, Andrews suona in una band pop-punk chiamata 'Junior', dove è un cantante e un bassista. Dopo aver studiato alla High School di Cardiff, Andrews ha frequentato l'Università di Glamorgan.

## Personaggio

### Mosse finali
- Corkscrew 450º splash
- Moonsault
- Shooting star press
- Stundog Millionaire (180º stunner)
- Vertebreaker (Back-to-back double underhook piledriver) – 2017–presente

### Soprannomi
- "Draco Malfoy"
- "Manandrews"
- "White Lightning"

### Musiche d'ingresso
- Detroit dei Fireworks (Circuito indipendente; 2013–2014)
- Supremacy dei Muse (TNA British Boot Camp/Circuito indipendente; 2014–2015)
- A House That's Not Quite Home' dei Junior (TNA/Circuito indipendente; 2014–2017)
- Fall to Pieces dei Junior (WWE; 2017–2022)

## Titoli e riconoscimenti
- Attack! Pro Wrestling
  - Attack! 24/7 Championship (5)
  - Attack! Tag Team Trophy Championship (1) – con Nixon Newell
  - Elder Stein Invitational Tournament (2011)

- Celtic Wrestling
  - CW Tag Team Championship (1) – con Tommy Dean
  - Halloween Tournament (2008)

- Chikara
  - Rey de Voladores (2015)

- Combat Sports Federation
  - CSF All-Nations Heavyweight Championship (1)

- Dragon Pro Wrestling
  - All Wales Championship (1)

- Fight! Nation Wrestling
  - FNW British Championship (1)
  - FNW British Title Tournament (2016)

- Pro Wrestling Illustrated
  - 165º tra i 500 migliori wrestler singoli secondo PWI 500 (2016)

- Progress Wrestling
  - Progress World Championship (1)
  - Progress Tag Team Championship (1) – con Eddie Dennis
  - Natural Progression Series (2013)
  - PROGRESS Tag Team Title Tournament (2014) – con Eddie Dennis
  - Thunderbastard (2017)

- Total Nonstop Action Wrestling
  - TNA British Boot Camp 2
  - Impact World Tag Team Championship (1) - con Flash Morgan Webster

- WWE
  - NXT UK Tag Team Championship (1) – con Flash Morgan Webster